# Ентони Короне
Ентони Короне (енгл. Antoni Corone; рођен у Вилобију, Охајо), амерички је позоришни, филмски и ТВ глумац и продуцент.
Можда је најпознатији по улози мафијашког дона Френка Урбана у америчкој драмској телевизијској серији Оз, онда серији Мућке као мафијаш Рико Окети, а познат је и по улози Капетана Ворена у серији Црвени пут.
Коронеов филмски рад укључује битне делове на филмској А-листи као што су Специјалиста, Крв и вино, Стриптиз, Лоши момци 2, Без времена и Волим те, Филипе Морисе. Имао је већу споредну улогу у крими саги Ноћ је наша.